# Гудден, Бернхард Алоиз фон
Бернхард Алоиз фон Гу́дден (нем. Johann Bernhard Aloys von Gudden; 7 июня 1824, Клеве — 13 июня 1886) — немецкий психиатр, основатель мюнхенской психиатрической школы.
Профессор психиатрии в Цюрихском, затем в Мюнхенском университете, среди его учеников и ассистентов были, в частности, Эмиль Крепелин и Оскар Паницца. Сочетал клинические исследования с изучением анатомии головного мозга. Издавал журнал «Archiv für Psychiatrie» с 1868 года.
Лечил принца Отто, будущего короля Баварии. Председатель Совета министров Баварии Иоганн фон Луц уполномочил фон Гуддена возглавить комиссию, диагностировавшую безумие брата Отто — баварского короля Людвига II. Гудден был обнаружен мёртвым вместе с королём Людвигом на берегу Штарнбергского озера.